# Окупаційні гроші Японської імперії

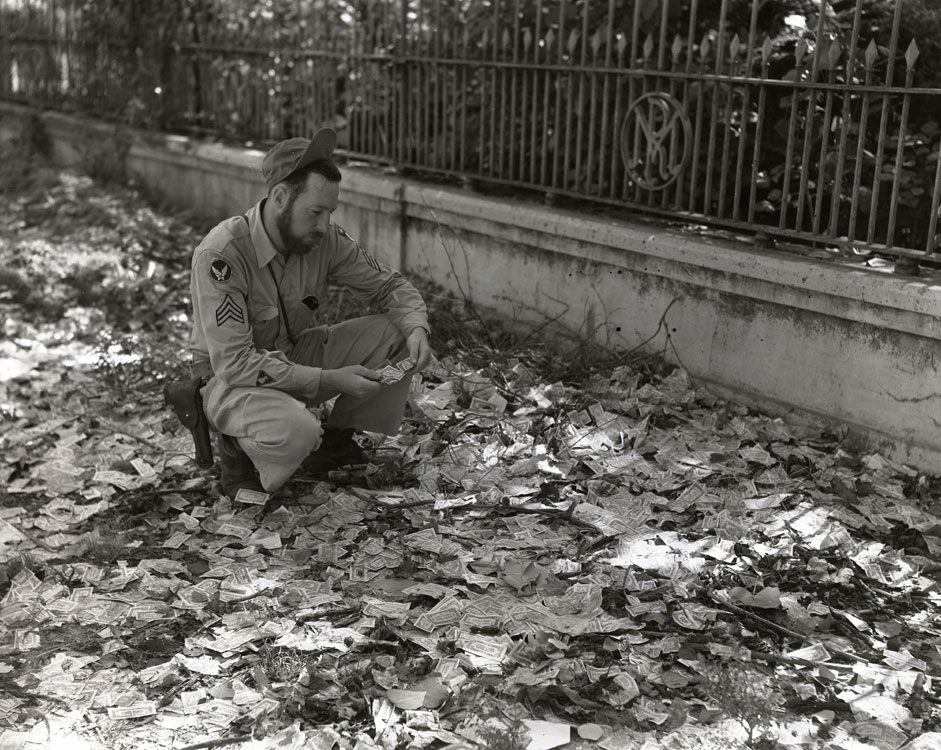
Рангун, 1945. Вулиця, покрита окупаційними грошима

Банкноти Банку розвитку півдня (яп. 大東亜戦争軍票)  — гроші, випущені Японською імперією для використання на окупованих у роки Другої світової війни територіях Південно-Східної Азії.

## Філіппіни

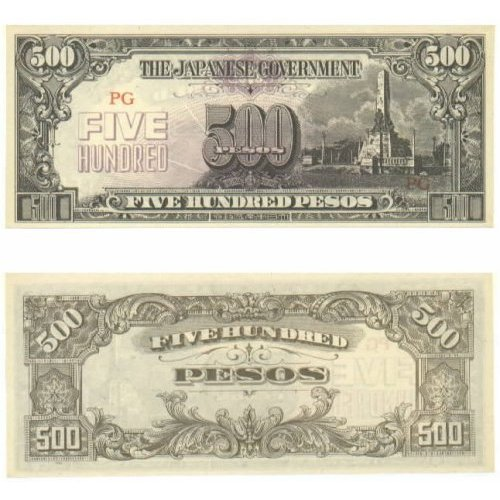
Купюра номіналом 500 песо

10 грудня 1941 року японські війська висадилися на острові Лусон, а 2 січня 1942 взяли Манілу. У ході Філіппінської операції японцям дісталося порядку 20,5 млн американських доларів, а також величезна кількість іншої іноземної валюти і дорогоцінних металів. Конфіскувавши всю тверду валюту, японці використовували її для закупівлі стратегічних матеріалів на міжнародному ринку, для заміни ж її на місцевому ринку були випущені окупаційні гроші, що мали те ж найменування, що і замінена ними місцева валюта. У 1942 році випускалися банкноти номіналом 1, 5, 10 і 50 сентавос, а також 1, 5 і 10 песо. У 1943 році були випущені нові варіанти купюр номіналом в 1, 5 і 10 песо, а в 1944 році в обігу з'явилися купюри номіналом 100 песо, а незабаром інфляція змусила надрукувати банкноти номіналом в 500 песо. Перед кінцем війни японці приступили до випуску банкнот номіналом 1000 песо.

## Малайя, Північний Борнео, Саравак і Бруней
Одночасно з атакою на Перл-Гарбор японці висадилися в Малайї, а 15 лютого 1942 пав Сінгапур. У зв'язку з тим, що за британського правління на території Британської Малайї, Північного Борнео, Саравака, Брунею і Стрейтс-Сетлментс мали ходіння малайський долар і долар Проток, то японську окупаційну валюту там теж називали «доларом». У 1942 році були випущені купюри номіналом 1, 5 і 10 доларів, а також в 1, 5, 10 і 50 центів; в 1944 році інфляція змусила почати випуск 100-доларових купюр, а до кінця війни були випущені навіть 1000-доларові.

## Бірма

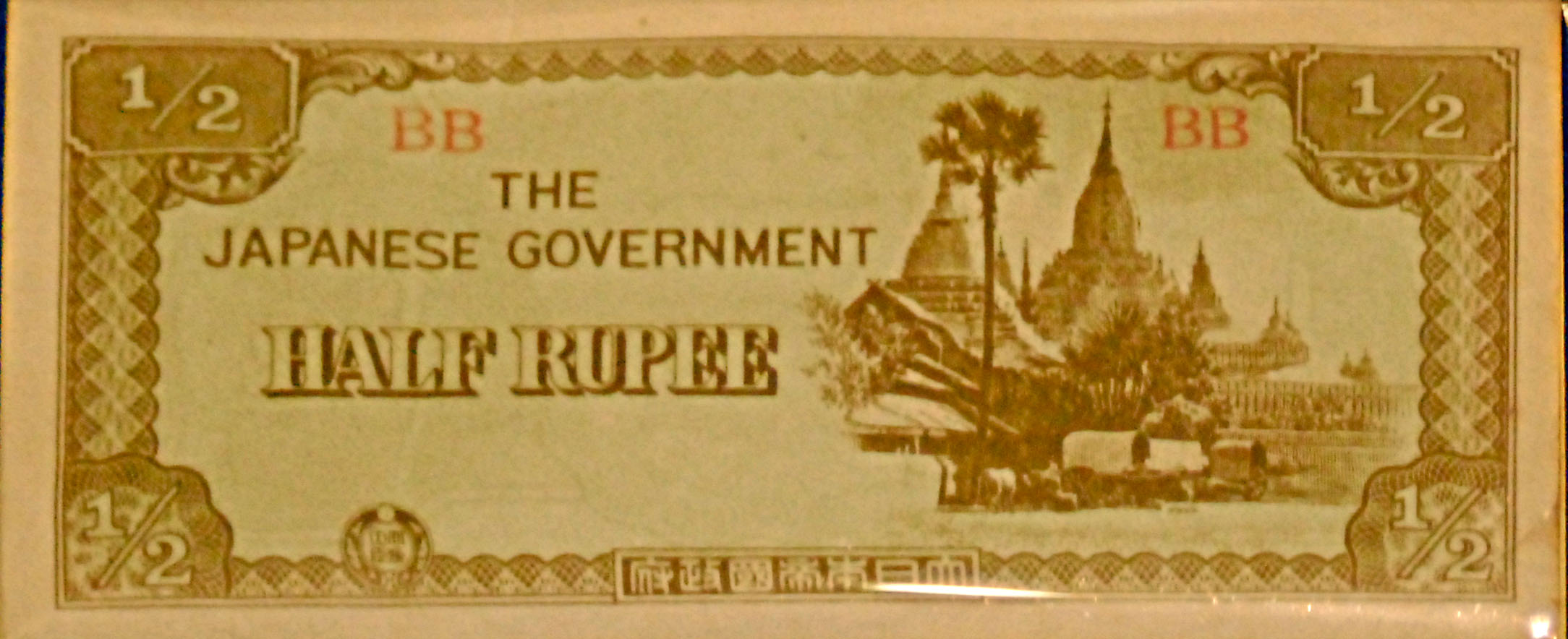
Купюра номіналом пів-рупії

У січні 1942 року японці вторглися в Бірму. 21 травня 1942 був узятий Мандалай, і англійці евакуювалися в Індію. Союзники повернулися до Бірми лише ближче до кінця війни, але так і не зуміли повністю очистити її від японських військ до капітуляції Японії в серпні 1945 року.
У 1942 році для використання на території Бірми японці випустили купюри номіналом 1, 5 і 10 центів, а також ¼, ½, 1, 5 і 10 рупій.
У 1943 році японці назначили Ба Мо головою маріонеткового бірманського уряду; на випусках купюр 1943 року номіналом 1, 5 і 10 рупій, а також на випусках 1944 року банкнотах в 100 рупій був напис «Держава Бірма».

## Голландська Ост-Індія

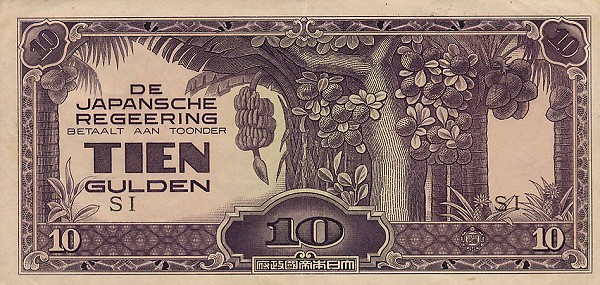
Купюра номіналом 10 гульденів

Після падіння Сінгапуру в лютому 1942 року японці атакували Голландську Ост-Індію, і зайняли її до 9 березня 1942 року. Для використання на її території були випущені купюри номіналом в 1, 5 і 10 центів, а також ½, 1, 5 і 10 гульденів; унікальним цей випуск зробило те, що написи на купюрах були тільки голландською мовою.
У 1944 році були випущені купюри номіналом 100 і 1000 рупій з написом на індонезійській «Pemerintah Dai Nippon» («Уряд великої Японії»); в тому ж році була випущена додаткова серія купюр номіналом ½, 1, 5, 10 і 100 рупій з транслітерацією японських слів «Dai Nippon Teikoku Seifu» («Уряд Японської імперії»).

## Океанія

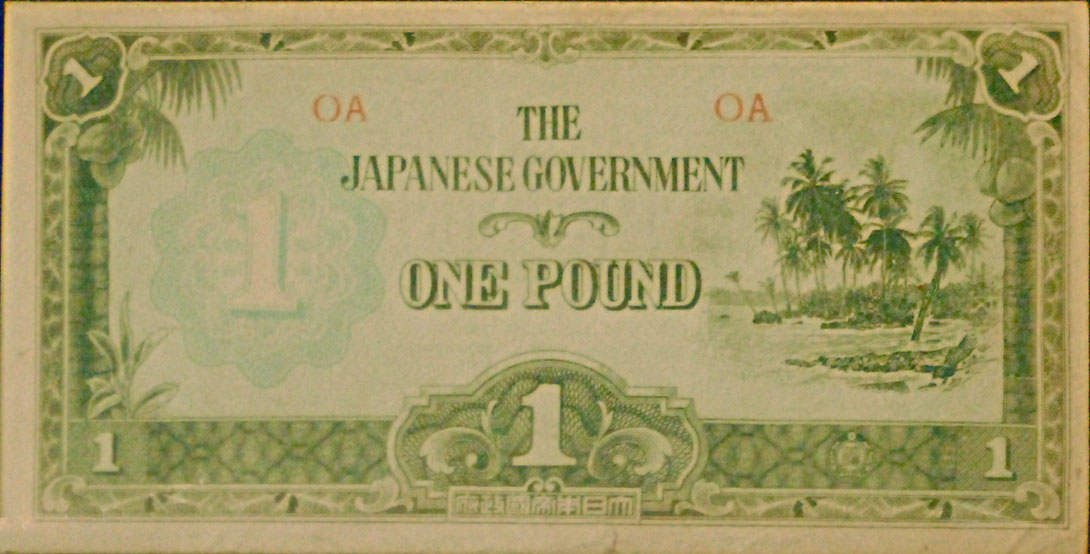
Купюра номіналом 1 фунт

У 1942 році були випущені банкноти номіналом в ½, 1 і 10 шилінгів і 1 фунт для використання на окупованих територіях Британської Нової Гвінеї, Соломонових островів, островів Гілберта та інших малих територій у Тихому океані.

## СРСР
Для випуску на східних теренах СРСР, який повинен був відбутися у випадку їх окупації, Міністерством фінансів Японії були розроблені і виготовлені спеціальні грошові знаки номіналом 10 і 50 копійок, 1 і 5 рублів, 1 червонець. На всіх банкнотах є напис російською мовою «Імператорський японський уряд», позначення номіналу цифрами і прописом, номер серії.
В останні роки війни ці купюри, які так і не знадобилися, були знищені, збереглася невелика кількість банкнот, які в даний час є рідкісними.